# Kémiai gőzfázisú leválasztás
A kémiai gőzfázisú leválasztás (angol rövidítéssel CVD, chemical vapor deposition) a vékonyréteg-leválasztás egy lehetséges módszere, amelyet vékonyrétegek kialakítására alkalmaznak a mikro- és a nanotechnológiában. A CVD-módszerek általános jellemzője az, hogy egy kémiai reaktorba gázfázisban juttatott anyag kémiai reakció eredményeképpen egy hordozó felületére válik le, melyen rétegbevonatot képez.
A CVD során a felületen adszorbeálódott atomok reakcióba lépnek, mely lehet például pirolízis, oxidáció vagy reduckió, hidrolízis stb. A kiinduló anyagok atomjainak reakciója következtében létrejövő egyes termékek alakítják ki a felületi réteget, míg más reakciótermékeket elszívással eltávolítanak.

## Mechanizmusa
A kémiai gőzfázisú leválasztás során a különféle megvalósítások közös jellemzőit figyelembe véve az alábbi fizikai-kémiai lépések mennek végbe:
1. A készülékbe bevezetik a kiinduló anyagokat gáz halmazállapotban, melyek atomjai a gáztérben a hordozó felületére jutnak. A bevezetett kiinduló anyagok összefoglaló neve prekurzor.
2. Az atomok a felületen adszorpcióval megkötődnek, de a felületen diffúzióval elmozdulhatnak.
3. Az atomok a felületen összetalálkozva reakcióba léphetnek.
4. A reakciótermékek egy része a felületen megkötődik és réteget alkot.
5. A felületről deszorbeálódó, vagy a gáztérből nem lecsapódó anyagot a rendszerből elszívják.

Fontos technikai szempont, hogy az elszívott anyagok sokszor káros, maró vagy mérgező anyagok, így kezelésük figyelmet, és megfelelő mérnöki módszert igényel.

## Típusai
A hagyományos CVD-eljárás egyes technológiai nehézségire különféle módosított berendezések alkalmazhatók, többek között az alábbiak.
- Izzószállal segített CVD (hot filament CVD, HFCVD), melyet katalitikus gőzfázisú leválasztásnak is neveznek: az izzószál segítségével termikusan bontják a prekurzorkomponenseket, mellyel a rétegképző kémiai eljárások elősegítése a cél. Fontos jellemzője, hogy a szállal az aktiválási energia nem a hordozó hőmérsékletének emelésével növelhető, azaz a szállal a reakciót szabályozzák, a hordozó hőmérsékletével pedig a felületi adszorpciót és diffúziót.[3][4]
- Plazmával segített CVD (plasma enhanced CVD, PECVD): a hidegplazmának azt a tulajdonságát használja ki, hogy benne az elektronok effektív hőmérséklete az ionokéhoz képest jóval magasabb, így nem kell a hordozót annyira felmelegíteni, mint a hagyományos CVD során.[5]
- Távoli plazmával segített CVD (remote plasma-enhanced CVD, RPECVD): a PECVD-hez hasonló elvű berendezés, viszont a plazma közvetlenül nem érintkezik a hordozóval, amitől annak plazmakárosodása csökken.
- Lézerrel segített CVD (laser assisted CVD, LACVD): lézer segítségével kis területeket világítanak meg a hordozó felületén, így a kémiai reakció aktiválása csak lokálisan történik meg, tehát ez az eljárás mintázatok kialakítására is alkalmas.[5]
- Hibrid fizikai-kémiai gőzfázisú leválasztás (Hybrid Physical-Chemical Vapor Deposition, HPCVD): ez az eljárás a CVD ötvözése a fizikai gőzfázisú leválasztással. Ezen eszközben egy jellemzően fém céltárgyat együtt melegítenek fel a hordozóval. A céltárgy anyaga párologni kezd, és a reaktorba bejuttatott prekurzorgázzal reakcióba lép.
- Atomi rétegleválasztás (ALCVD, illetve az általánosabb ALD): egymás után váltakozva bevezetett prekurzorok segítségével atomi illetve molekuláris rétegépülés érhető el, és e módszerben az epitaxiális növesztés is lehetséges.
- Fémorganikus CVD (metalorganic CVD, MOCVD): a végbemenő folyamatok elősegítésének kémiai szemléletű megvalósításainak egy módja a fémorganikus prekurzorok alkalmazásán alapuló MOCVD. Előnye, hogy ezen anyagok hőbomlásához kisebb aktiválási energia szükséges, mint a szervetlen prekurzorokéhoz, továbbá a réteget szennyező halogenideket sem kell az eljárásban alkalmazni.[6]
- Fotoindukált CVD (Photo-initiated CVD, PICVD): e módszer során a hordozón végbemenő kémiai reakciókat ultraibolya fénnyel segítik.[5]

## Megvalósítása
A CVD-berendezéseket többféle szempont szerint különböztetik meg, többek között a vákuumtér jellemzői, a gáz bejuttatásának módja, a hordozó fűtése stb. alapján. 
A CVD-eljárás folytatható atmoszferikus nyomáson, melyet az összetettebb berendezésekben nem alkalmaznak, ugyanis a gáztérben nem kívánt kémiai reakciók is végbemehetnek, mely a réteg szennyeződéséhez vezethet. Az alacsony nyomású CVD-készülékekben ez a hatás csökkenthető. Alkalmaznak nagyvákuumos berendezéseket is, melyekben a nyomás jellemzően 10−8 mbarnál is alacsonyabb lehet.
A gázbeeresztés módját aszerint választják meg, hogy az az előidézni kívánt kémiai reakcióknak kedvezzen. Az aeroszollal segített CVD-ben (Aerosol assisted CVD, AACVD) a prekurzort ultrahanggal diszpergált (eloszlatott) folyadék- vagy gázaeroszolként juttatják a hordozóra, mely elsősorban a nem illékony anyagoknál hasznos. A folyadékinjektálásos CVD-ben (Direct liquid injection CVD, DLICVD) a prekurzort folyadékként fecskendezik a rendszerbe. A módszer előnye, hogy szilárd prekurzorok oldatai, illetve folyadékprekurzorok esetén is alkalmazható, és segítségével igen nagy rétegnövekedési sebesség érhető el.

### Tananyagok, ismeretterjesztő weblapok
- Kémiai gőzfázisú leválasztás (CVD) | Bevezetés (magyar nyelven). titan.physx.u-szeged.hu. (Hozzáférés: 2018. április 26.)
- Vékonyréteg leválasztás - Fizipedia. fizipedia.bme.hu. [2018. április 28-i dátummal az eredetiből archiválva]. (Hozzáférés: 2018. április 25.)
- Szerszám bevonatolási eljárások: PVD és CVD | CNC (hu-HU nyelven). www.cnc.hu. (Hozzáférés: 2018. április 26.)
- Szepes László: X. Kémiai gőzfázisú rétegleválasztás (CVD). Króm-karbid keménybevonat előállítása. ELTE TTK Kémiai Intézet. (Hozzáférés: 2018. április 26.)
- Konczos Géza: 6. fejezet, Felületmódosítás. Korszerű anyagok, korszerű technológiák. MTA Wigner FK SZFI. [2015. augusztus 7-i dátummal az eredetiből archiválva]. (Hozzáférés: 2018. április 27.)

### Szakkönyvek

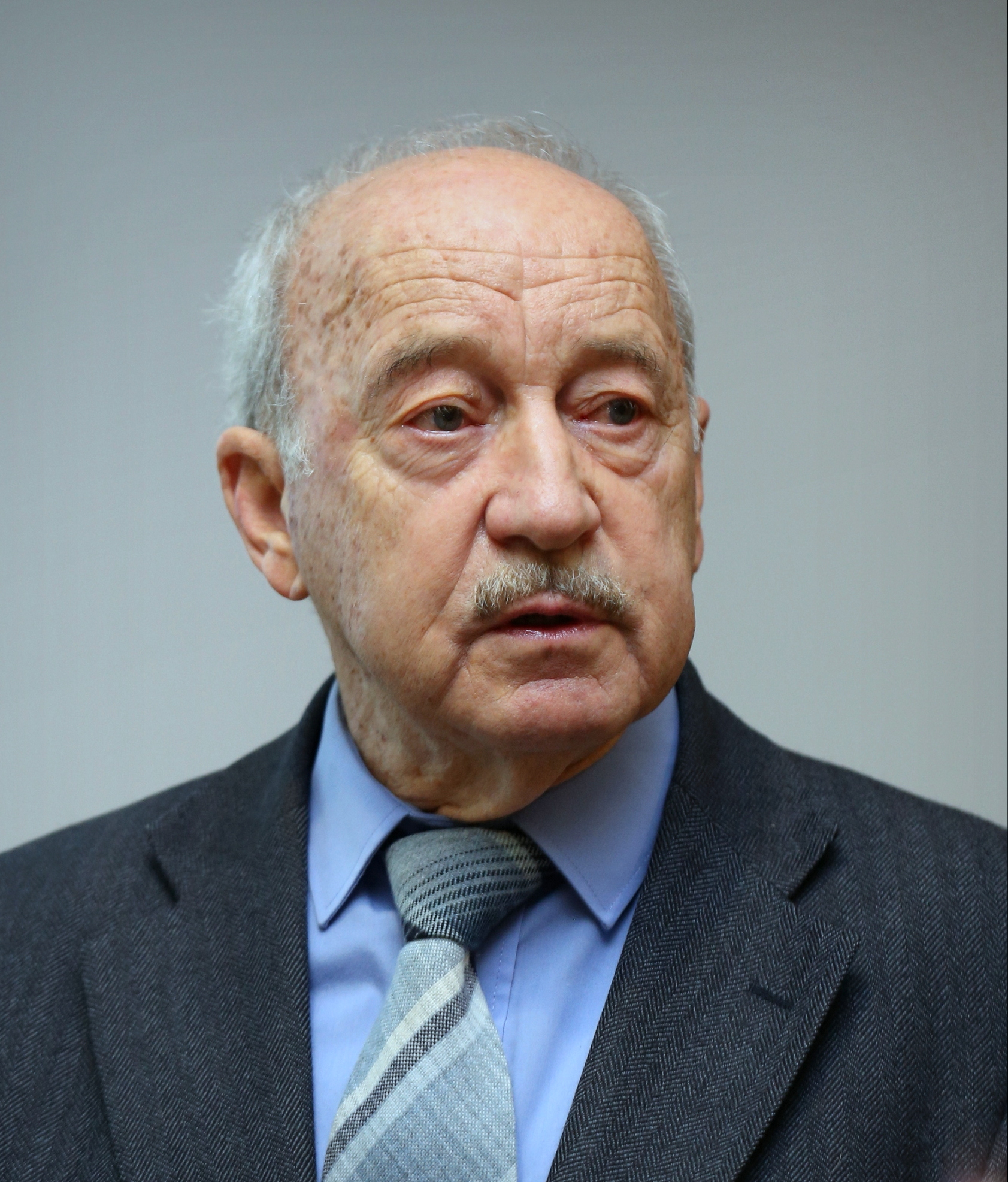
Bertóti

- Bertóti Imre; Tóth András: A felületmódosítás korszerű módszerei. Műszaki felülettudomány és orvosbiológiai alkalmazásai. B+V (Medical & Technical) Lap- és Könyvkiadó Kft, 2003. [2018. április 28-i dátummal az eredetiből archiválva]. (Hozzáférés: 2018. április 26.)

### Folyóiratcikkek
- R.E.I. Schropp, B. Stannowski, A.M. Brockhoff, P.A.T.T. van Veenendaal and J.K. Rath (2000. június 7.). „Hot Wire CVD of Heterogeneous and Polycrystalline Silicon Semiconducting Thin Films for Application in Thin Film Transistors and Solar Cells” (angol nyelven). Materials Physics and Mechanics 2000 (1), 73–82. o.
- Kenneth K. S. Lau, Jeffrey A. Caulfield, Karen K. Gleason (2000). „Structure and Morphology of Fluorocarbon Films Grown by Hot Filament Chemical Vapor Deposition”. Chemistry of Materials 12 (10), 3032–3037. o, Kiadó: Amerikai Kémiai Társaság. DOI:10.1021/cm000499w. ISSN 0897-4756.